# Desa Bodag (administrativ by i Indonesien, lat -8,19, long 111,31)
Desa Bodag är en administrativ by i Indonesien.   Den ligger i provinsen Jawa Timur, i den västra delen av landet, 500 km öster om huvudstaden Jakarta.